# Гурский, Геннадий Леонидович
Геннадий Леонидович Гурский (род. 1932 год) — советский и российский металлург, директор Днепровского металлургического завода в г. Днепродзержинске. Кандидат технических наук, доцент кафедры кафедры экономики и организации производства МИСиС. Лауреат Государственной премии СССР и Государственной премии УССР.

## Биография
Гурский Геннадий Леонидович родился в 1932 г. в Тирасполе Молдавской АССР. Окончил Московский институт стали в 1954 г. и получил квалификацию инженера-металлурга. Свою трудовую деятельность начал с помощника мастера мартеновского цеха на заводе «Запорожсталь» после окончания института, прошел путь до начальника мартеновского цеха «Запорожстали».
В 1970 г. был назначен главным инженером, а в 1975 г. — директором Днепровского металлургического завода в г. Днепродзержинске. В 1967 г. без отрыва от производства подготовил и защитил диссертацию на соискание степени кандидата технических наук.
С 1980 г. после избрания по конкурсу Гурский Г. Л. работал в МИСиС доцентом на кафедре «Экономика и организация производства», где освоил и проводил все виды учебной нагрузки, вел научную работу, являясь заместителем научного руководителя проблемы плавки рудного сырья в жидкой ванне. Также занимал должность проректора по вечернему образованию и капитальному строительству МИСиС.
Гурский Г. Л. автор более 150 научных работ, в том числе 93 авторских свидетельств на изобретения.

## Признание
Награжден двумя орденами Трудового Красного Знамени и орденом «Знак Почёта», а также юбилейной медалью. Лауреат Государственной премии УССР и Государственной премии СССР 1978 года «за создание прокатного агрегата „250“ и комплексной технологии для массового производства осей ж/д транспорта».